# Provinciale Statenverkiezingen 1966
De Provinciale Statenverkiezingen 1966 waren Nederlandse verkiezingen die op 23 maart 1966 werden gehouden voor de leden van Provinciale Staten in de elf provincies.

## Aanloop
Om stemgerechtigd te zijn diende men de Nederlandse nationaliteit te hebben, op de dag van de stemming ten minste 21 jaar oud te zijn en op de dag van de kandidaatstelling te wonen in de provincie waarvoor de verkiezing plaatsvond. Nederlanders die in het buitenland woonden en niet ingeschreven stonden in een Nederlandse gemeente hadden geen stemrecht bij deze verkiezingen.
Ingezetenen van het Openbaar Lichaam Zuidelijke IJsselmeerpolders hadden geen stemrecht bij deze verkiezingen. Het Openbaar Lichaam Zuidelijke IJsselmeerpolders was nog niet ingedeeld bij een provincie.

## Uitslagen

### Opkomst
|                  | 1962      | 1962      | 1966      | 1966  |
| # stemmen        | %         | # stemmen | %         |       |
| ---------------- | --------- | --------- | --------- | ----- |
| Kiesgerechtigden | 6.652.883 |           | 7.363.273 |       |
| Niet opgekomen   | 431.559   | 6,49      | 401.473   | 5,45  |
| Opkomst          | 6.221.324 | 93,51     | 6.961.800 | 94,55 |
| Ongeldig/blanco  | 185.714   | 2,99      | 211.961   | 3,04  |
| Geldige stemmen  | 6.035.610 | 97,01     | 6.749.839 | 96,96 |

### Landelijk overzicht
| Zetelverdeling Provinciale Staten       | Zetelverdeling Provinciale Staten | Zetelverdeling Provinciale Staten | Zetelverdeling Provinciale Staten |
| Partij                                  | 1962                              | 1966                              | verschil                          |
| --------------------------------------- | --------------------------------- | --------------------------------- | --------------------------------- |
| Katholieke Volkspartij                  | 217                               | 199                               | -18                               |
| Partij van de Arbeid                    | 207                               | 170                               | -37                               |
|                                         |                                   |                                   |                                   |
| Christelijk-Historische Unie            | 63                                | 72                                |                                   |
| Anti-Revolutionaire Partij              | 67                                | 66                                |                                   |
| Protestants-Christelijke Groep          | 3                                 | 4                                 |                                   |
| Samenwerkende Christelijke Groeperingen | 1                                 | 1                                 |                                   |
| subtotaal                               | 134                               | 143                               | +9                                |
|                                         |                                   |                                   |                                   |
| Volkspartij voor Vrijheid en Democratie | 64                                | 65                                | +1                                |
| Boerenpartij                            | 1                                 | 44                                | +43                               |
| Pacifistisch Socialistische Partij      | 13                                | 24                                | +11                               |
| Communistische Partij van Nederland     | 13                                | 13                                | 0                                 |
| Staatkundig Gereformeerde Partij        | 12                                | 11                                | -1                                |
| Gereformeerd Politiek Verbond           | 3                                 | 3                                 | 0                                 |
| Vrije Burgers                           | 1                                 | 0                                 | -1                                |
| provinciale partijen                    | 0                                 | 1                                 | +1                                |
| totaal                                  | 665                               | 673                               | +8                                |

### Uitslagen per provincie naar partij
| Provincie     | Aantal zetels per partij | Aantal zetels per partij | Aantal zetels per partij | Aantal zetels per partij | Aantal zetels per partij | Aantal zetels per partij | Aantal zetels per partij | Aantal zetels per partij | Aantal zetels per partij | Aantal zetels per partij | Aantal zetels per partij | Aantal zetels per partij |
| Provincie     | KVP                      | PvdA                     | CHU                      | ARP                      | VVD                      | BP                       | PSP                      | CPN                      | SGP                      | GPV                      | overig                   | totaal                   |
| ------------- | ------------------------ | ------------------------ | ------------------------ | ------------------------ | ------------------------ | ------------------------ | ------------------------ | ------------------------ | ------------------------ | ------------------------ | ------------------------ | ------------------------ |
| Groningen     | 3                        | 20                       | 6                        | 10                       | 6                        | 3                        | 3                        | 2                        | -                        | 2                        | -                        | 55                       |
| Friesland     | 4                        | 18                       | 10                       | 13                       | 4                        | 2                        | 2                        | 1                        | 0                        | 0                        | 1                        | 55                       |
| Drenthe       | 3                        | 18                       | 6                        | 7                        | 7                        | 4                        | 1                        | 1                        | -                        | 0                        | -                        | 47                       |
| Overijssel    | 17                       | 15                       | 9                        | 5                        | 5                        | 4                        | 1                        | 1                        | 1                        | 1                        | -                        | 59                       |
| Gelderland    | 21                       | 16                       | 10                       | 5                        | 6                        | 6                        | 1                        | 0                        | 2                        | 0                        | -                        | 67                       |
| Utrecht       | 14                       | 13                       | 8                        | 6                        | 7                        | 4                        | 2                        | 0                        | 1                        | 0                        | 0                        | 55                       |
| Noord-Holland | 18                       | 20                       | 6                        | 6                        | 10                       | 6                        | 8                        | 5                        | 0                        | 0                        | 0                        | 79                       |
| Zuid-Holland  | 15                       | 25                       | 9                        | 9                        | 11                       | 4                        | 5                        | 2                        | 3                        | 0                        | 0                        | 83                       |
| Zeeland       | 9                        | 11                       | 8                        | 5                        | 4                        | 2                        | 0                        | 0                        | 4                        | 0                        | -                        | 43                       |
| Noord-Brabant | 50                       | 8                        | 4                        | 4                        | 3                        | 5                        | 1                        | 0                        | 0                        | -                        | 0                        | 71                       |
| Limburg       | 45                       | 6                        | 1                        | 1                        | 2                        | 4                        | 0                        | 1                        | -                        | -                        | 0                        | 59                       |
| totaal        | 199                      | 170                      | 72                       | 66                       | 65                       | 44                       | 24                       | 13                       | 11                       | 3                        | 1                        | 673                      |
| totaal        | 199                      | 170                      | 5                        |                          | 65                       | 44                       | 24                       | 13                       | 11                       | 3                        | 1                        | 673                      |

Een "-" in de tabel betekent dat de betreffende partij bij de verkiezingen van 1966 in de betrokken provincie geen kandidatenlijst heeft ingediend.

## Eerste Kamerverkiezingen
De leden van Provinciale Staten in de kiesgroepen II en IV kozen op 6 juli 1966 bij Eerste Kamerverkiezingen 38 nieuwe leden van de Eerste Kamer.
De leden van Provinciale Staten in de kiesgroepen I en III kozen op 2 juli 1969 bij Eerste Kamerverkiezingen 37 nieuwe leden van de Eerste Kamer.
Provinciale Statenverkiezingen zijn daarmee behalve provinciaal ook nationaal van belang.
1910 · 
1913 · 
1916 · 
1919 · 
1923 · 
1927 · 
1931 · 
1935 · 
1939 · 
1946 · 
1950 · 
1954 · 
1958 · 
1962 · 
1966 · 
1970 · 
1974 · 
1978 · 
1982 · 
1985 · 
1987 · 
1991 · 
1995 · 
1999 · 
2003 · 
2007 · 
2011 · 
2015 · 
2019 · 
2023